# أوغست لاندميسر

الصورة الشهيرة التي ظهر بها شخص غير معروف يقال بأنه أوغست لاندميسر وهو يرفض أداء التحية النازية.

أوغست لاندميسر ولد في 24 مايو 1910، وأذيع خبر اختفائه في 17 أكتوبر 1944؛ وتم الإعلان عن خبر وفاته رسمياً عام 1949). كان أوغست عاملاً في مصنع بناء السفن بلوم أند فوس في هامبرغ بألمانيا. اشتهر بعد ظهوره في صورة  وهو يرفض أداء التحية النازية عند انطلاق السفينة البحرية هورست فيسيل في 13 يونيو 1936.

## السيرة الذاتية
أوغست لاندميسر هو الأبن الوحيد لأوغست فرانز لاندميسر ووايلهيمالين ماجدلين (née Schmidtpott). انضم للحزب النازي في عام 1931 آملا في الحصول على وظيفة. ولكنه سرعان ما طُرد من الحزب عندما عقد خطوبته على امرأة يهودية وهي إرما ايكلير عام 1935، وتم توثيق زواجهما في ولاية هامبورغ لكن محكمة نورنبيرغ قامت بإلغاء هذا الزواج بعد مرور شهر. وفي 29 أكتوبر عام 1935، ولدت أول طفلة لهما وأسموها «إنجرد».
في عام 1937، حاولا الفرار إلى الدنمارك ولكن تم اعتقال لاندميسر وكانت حينها إرما ايكلير حامل بطفلتها الثانية. تمت إدانة لاندميسر وثبت كونه مذنبا لمخالفته قوانين التمييز العنصري النازي بزواجه من ارما في يوليو عام 1937.نفى لاندميسر التهمة بادعائه أنه هو وزوجته كانوا يجهلان بأنها يهوديه أبا عن جد، لذا تمت تبرئته في يوم 27 مايو عام 1938 لعدم وجود أدلة كافية، وتم تحذيره بأنه في حال تكررت مخالفته فإنه سيزج في السجن لعدة سنوات. واستمرت العلاقة ما بين لاندميسر وايكلير علانية حتى تم اعتقالة وحكم علية بقضاء عامين ونصف في معسكر اعتفال«بورجرمور» في يوم 15 يوليو عام 1938.
اعتقلت المباحث السرية الألمانية ايكلير وحبستها في سجن «فلاشبوتيل»، حيث أنجبت طفلتها الثانية «إيرين». ومن هناك تم إرسالها إلى معسكر اعتقال «أورانينبورج»، ثم إلى معتقل «ليشتنبورج» الخاص بالنساء، ومن ثم إلى معتقل النساء في «رافنزبروك». وضعوا أطفالها في البدء في دار الأيتام وبعد ذلك تم السماح لإنجرد بأن تعيش مع والدة أمها، في حين تببنت عائلة فوستر إيرين عام 1941، ثم انتقلت انجرد أيضاً لعائلة فوستر بعد وفاة جدتها عام 1953. ولم تصل من إرما ايكلير سوى رسائل قليلة حتى شهر يناير 1942. وكان يُعتقد بأنها قد نقلت إلى ما يسمى مركز بيرنبورج ايثانسيا في شهر فبراير 1942، حيث كانت من ضمن (14000) قتيل، وتم إعلان خبر وفاتها عام 1949، في يوم تاريخه 28 أبريل 1942.
خرج لاندميسر من السجن في يوم 19 يناير عام 1941 وقد عمل كرئيس عمال في شركة بوست للشحن. ولهذه الشركة فرع في مصنع هاينكل- ويرك في ويرنموند.
وفي شهر فبراير عام 1944، تم تجنيده في كتيبة عسكرية، وهي الكتيبة (999) للمشاة. وانتشر خبر اختفائه واحتمالية مقتله في اشتباكات في كرواتيا يوم 17 أكتوبر 1944. وتم الإعلان عن وفاته رسمياً عام 1949، في يوم 1 أغسطس من هذه السنة. وقد تم الاعتراف بأثر رجعي بزواج أوغست لاندميسر وإرما ايكلير من قبل مجلس الشيوخ في هامبورغ في صيف عام 1951، وفي خريف هذا العام، أخذت انجرد لقب لاندميسر، بينما احتفظت إيرين بلقب ايكلير.